# Benedetto Accolti (cardenal)
No se debe confundir con su abuelo Benedetto Accolti (1415-1464).
Benedetto Accolti (Florencia, 29 de octubre de 1497-Florencia, 21 de septiembre de 1549) fue un eclesiástico italiano, obispo de Cádiz, Policastro, Bovino y Rávena, cardenal de San Eusebio y legado pontificio en la Marca de Ancona, exiliado de Roma por traición al papa. 

## Biografía

### Familia
Nacido en el seno de una familia influyente de la República de Florencia, fue hijo de Michele Accolti, podestà de Montevarchi, y de Lucrezia Alamanni. Por parte de padre era nieto de Benedetto Accolti, que fue canciller de la república e historiador, y sobrino del poeta Bernardo Accolti y del cardenal Pietro Accolti. Tuvo al menos dos hermanos: Francesco, que fue obispo de Ancona, y Jacopo, que murió en la juventud.

### Ascenso eclesiástico
Tras terminar sus estudios de jurisprudencia en la Universidad de Pisa tomó la carrera eclesiástica, patrocinado por su tío Pietro; en 1515 fue nombrado protonotario apostólico y en 1518 abreviador en la corte papal de León X. En tiempos del papa Adriano VI su tío le cedió la administración de la diócesis de Cádiz, con dispensa por no tener todavía la edad canónica; dos años más tarde, ya durante el pontificado de Clemente VII, recibió por el mismo conducto la de Cremona, y en 1524 el arzobispado de Rávena. Ese mismo año recibió la consagración de manos del arzobispo de Brindisi Gian Pietro Carafa, asistido por el obispo de Sutri y Nepi Giacomo Bongalli y por el de Caserta Giovanni Battista Bonciani.

### Cardenalato
Corrían tiempos revueltos en Italia: a la guerra de 1521-1526, que había terminado con la derrota de los franceses en Pavía, la prisión del rey Francisco I a manos del emperador Carlos V y el Tratado de Madrid, siguió casi inmediatamente la formación de la Liga de Cognac, en la que Francia, Inglaterra, los Estados Pontificios, Venecia, Milán y Florencia se aliaron para contrarrestar el enorme poder adquirido por España y el Sacro Imperio Romano Germánico. 
En este contexto, con apenas treinta años, Benedetto Accolti consiguió que Clemente VII le creara cardenal en el consistorio del 3 de mayo de 1527, previo pago de una fuerte suma de dinero del que el papa estaba tan necesitado en vísperas de la inminente guerra. Dos días después recibió el capelo y el título de San Eusebio, y al día siguiente fue testigo del Saco de Roma, en el que las tropas imperiales asaltaban la ciudad eterna y asediaban al papa y a su séquito durante varios meses en el Castillo Sant'Angelo. 
En su dignidad cardenalicia se desempeñó como administrador de las diócesis de Bovino (1530-35) y Policastro (1531-35), y como Camarlengo del Colegio Cardenalicio en 1532. En julio de este mismo año, mediante el desembolso de otros 19 000 escudos a la Cámara Apostólica, consiguió ser nombrado legado a perpetuidad en la Marca de Ancona, en un episodio que supondría su caída en desgracia.

### Legado en Ancona
Con la doble intención de prevenir el peligro de las incursiones de los turcos en Ancona y al mismo tiempo sustraerla al dominio veneciano, el papa había mandado fortificar la ciudad y había metido sus tropas en ella, planeando poner al frente del gobierno a su primo Ippolito de Medici, pero Accolti, haciendo uso de sus facultades como legado y pretendiéndola para su familia, se dedicó a desbaratar los planes pontificios en este sentido. Mientras Ancona estuvo fuera de su jurisdicción, Accolti maniobró secretamente informando a los anconitanos de los planes del papa, pero cuando consiguió que la ciudad quedara bajo su legación, traicionó a éstos permitiendo la ocupación militar, en un episodio en el que fueron ejecutados cinco ciudadanos de los más principales. 
Denunciada su actitud ante la Santa Sede, Clemente VII le relevó de la legación, y tras la muerte de éste y la celebración del cónclave de 1534, el nuevo papa Paulo III le destituyó del cardenalato y ordenó su prisión en el Castillo Sant'Angelo de Roma. Durante el proceso que se le siguió se descubrieron sus manejos contra la política pontificia, sus dobles tratos con Inglaterra y España para interceder por ambas en la cuestión del divorcio de Enrique VIII y Catalina de Aragón, y su autoría en la falsificación de una bula en favor del obispo de Como Cesare Trivulzio. Fue condenado a muerte por traición y lesa majestad, pero gracias a los buenos oficios del cardenal Ercole Gonzaga y a la intermediación del emperador Carlos V, en el verano de 1535 fue liberado y repuesto en el cardenalato, a cambio del pago de 59 000 escudos de oro y la expulsión de Roma.

### Retiro
Retirado de toda actividad episcopal, residió sucesivamente en Rávena, Ferrara y Venecia, y tras un breve regreso a Roma, se estableció definitivamente en Florencia, donde ofició como representante del emperador en sus tratos con el duque Cosme I de Médici. Falleció en esta última ciudad en 1549 a los 52 años de edad, según algunos autores de una apoplejía, y según otros envenenado. Fue sepultado en la iglesia de San Lorenzo. 
De su relación con una mujer desconocida tuvo tres o cuatro hijos: Fabrizio, Marcello e Ippolito, que llegaron a ocupar puestos de relevancia en la sociedad florentina, y Benedetto, que fue ejecutado en 1564 por haber conspirado contra la vida de Pío IV. 
Dejó escritas algunas obras: un tratado jurídico sobre los derechos del papado al reino de Nápoles titulado Tractatus de iure pontificum in regnum Neapolitanum, un par de opúsculos de contenido espiritual: De laudibus beatae Mariae y De immaculata eiusdem conceptione, y algunas poesías que fueron publicadas tras su muerte, incluidas en la recopilación Carmina quinque hetruscorum poetarum.